# ياسر إلياس
ياسر إلياس لاعب كرة قدم سابق من مواليد 1977 لعب لنادي الهلال السعودي ونادي أحد وخاض تجربة مع الاتحاد، لعب في بدايته مع نادي أحد بالمدينة المنورة وساهم معهم بالصعود للدوري الممتاز لموسم 2003-2004. لفت من خلاله أنظار الهلال الذي سارع بالتعاقد معه قبل رحيل احمد الدوخي.
غادر الهلال بعد انتهاء موسم 2007-2008 خاض بعدها تجربة مع الاتحاد لكن لم يوفق بعدها أعلن اعتزاله لكرة القدم.

## إنجازاته
- الصعود مع أحد للدوري الممتاز موسم 2003-2004
- كاس الأمير فيصل بن فهد مع الهلال 2004-2005
- كاس ولي العهد مع الهلال 2004-2005
- دوري كاس خادم الحرمين الشريفين 2004-2005
- كاس الأمير فيصل بن فهد 2005-2006
- كاس ولي العهد 2005-2006
- كاس ولي العهد 2007-2008
- الدوري السعودي 2007-2008

1. ↑  "كووورة: الموقع العربي الرياضي الأول". www.kooora.com. اطلع عليه بتاريخ 2024-02-23.